# Liebling, jetzt haben wir uns geschrumpft
Liebling, jetzt haben wir uns geschrumpft ist eine US-amerikanische Filmkomödie von Dean Cundey aus dem Jahr 1997. Sie ist eine Fortsetzung der ebenfalls aus dem Hause Disney stammenden Komödien Liebling, ich habe die Kinder geschrumpft (1989) und Liebling, jetzt haben wir ein Riesenbaby (1992). Der Film wurde direkt für den Videomarkt produziert.

## Handlung
Wayne Szalinski wurde zum Präsidenten der Szalinski Labs. Sowohl die Food and Drug Administration wie auch seine Ehefrau haben ihm verboten, die Schrumpfmaschine je wieder zu verwenden.
Wayne benutzt die Maschine trotzdem, um einen sperrigen Gegenstand (einen zwei Meter großen Tiki-Mann) zu miniaturisieren. Versehentlich miniaturisiert er auch sich selbst und seinen Bruder. Später passiert dies auch den beiden Ehefrauen. Die Kinder denken, ihre Eltern wären abwesend, und feiern eine Party. Währenddessen versuchen die miniaturisierten Erwachsenen, ihre Kinder auf sich aufmerksam zu machen, was auch gelingt. Die randalierenden Partybesucher werden ausgeladen.
Die Kinder starten nach den Anweisungen der Eltern die Schrumpfmaschine, woraufhin die Erwachsenen wieder die normale Körpergröße erreichen.

## Kritiken
- Steve Rhodes schrieb in seiner auf Rotten Tomatoes hinterlegten Kritik, die Komödie würde mehr gefallen, wenn man die anderen Filme der Reihe nicht gesehen hätte. Die Dialoge würden unglaubwürdig wirken.[1]
- Bei cinema heißt es zu dem Film: „Auch die Zahl guter Gags und Effekte ist inzwischen geschrumpft, putzig ist das Regiedebüt von Jurassic-Park-Kameramann Dean Cundey aber dennoch.“[2]
- Das Lexikon des internationalen Films bezeichnet den Film als eine Fortsetzung, „die sich weder durch Witz noch durch Charme auszeichnet, sondern sich völlig vorhersehbar ihrem pädagogisierenden Ende entgegenlangweilt“.[3]